# 聖戦
聖戦（せいせん）とは、宗教的に神聖とみなされる、正義のための戦争を意味する語である。

## 概要
戦争を宗教的な意義付けから正義の戦いと意味づける行為は、人類の歴史の草創から見られる現象である。多くの宗教では殺人を戒める教義が明記されている。そのため敵と戦って打ち勝つことを単なる世俗的な利害の勝利とは考えず、自分達の信じる神が、地上の悪と不正義を一掃する行為を代行しているのだと考えることによって、戦争に正当性を付与することを求めたのである。

## 古代
地中海世界・ヘレニズム世界では、古代オリエントのシュメールの時代から、都市国家と都市国家の間の戦争は都市の究極的な所有者である守護神同士の間の戦争であると信じられてきた。
また、古代ギリシアの隣保同盟における聖域や神殿の利権をめぐって戦われた戦争も「聖戦」（神聖戦争）と呼ばれる。

## ユダヤ・キリスト教における聖戦
ヘブライ人（ユダヤ人）が生み出したユダヤ教の聖典であるヘブライ語聖書（旧約聖書）においても、神（ヤハウェ）はヘブライ人の軍隊を守護する神であり、ヘブライ人が敵を打ち破り、悪を打ち滅ぼすことは神に定められた神聖な義務として意義付けられた（律法で「隣人を愛せよ、敵を憎め」と教えているかのような表現がマタイによる福音書第5章第43節にあるが、律法には必ずしもこの通りの表現は認められない。ただし、エッセネ派にはこれと同じ表現があるという）。この思想が終末思想と結びついて神と悪魔との最終戦争（ハルマゲドン）の観念と、『新約聖書』の「ヨハネの黙示録」を生み出す。また、旧約聖書の預言者たちが伝えた異教徒を殲滅する戦いを鼓舞する神の言葉は、キリスト教の中に十字軍の思想を生み出し、キリスト教が世界中に広まる原動力となった。その後、ヨーロッパのキリスト教国際社会は正戦思想や国際法思想を生み出して、戦争観を次第に世俗化させていくが、十字軍思想の痕跡を現在のアメリカ合衆国の「正義の戦い」「対テロ戦争」の思想に見出す論者もいる。その一例として、北の十字軍の専門家・山内進などを挙げることが出来る。
旧約聖書における戦闘は概ね、神託を得て・出撃し・戦闘に入り・都市を攻略し・虐殺し・聖絶した後、聖絶物である戦利品の分配、と言う手順を踏んで行われる。

## イスラム教における聖戦
イスラム教のジハードの思想は、基本的にユダヤ教、キリスト教の聖戦観念と異なり、あくまでも自国に対する侵略戦争を仕掛けられた場合にのみ行われる。イスラムでは、自分たちの領土に侵略してくる敵に対して、武器を持たずに降伏しなさい、という立場をとらず、侵略してくる敵に対して自ら立ち上がって自国を守ることを奨励し、その自衛の戦争のことをジハード（聖戦）という。近年、一部のイスラム過激派がこの言葉を悪用し、自分たちの私利私欲のための戦争をジハードと呼んだり、テロ行為のことをジハードと呼ぶことがあるが、あくまでも本来の意味からは遠く離れた間違った使い方である。聖戦の思想が現在に至るまで存続し、近代に復興しつつある点に、世俗化した非イスラム世界の戦争観と際立った対照を示している。

## 日本における聖戦
近代日本では、日中戦争から聖戦という語が多用されはじめ、斎藤隆夫がこれを反軍演説で批判した際には聖戦貫徹議員連盟が結成されている。東アジアを列強から解放するという目的で太平洋戦争も行い、これを聖戦とした。日本基督教団は「日本基督教団より大東亜共栄圏に在る基督教徒に送る書翰」を発表、これに協力した。日本基督教団は敗戦後第二次大戦下における日本基督教団の責任についての告白を行ない、懺悔している。また、仏教界においても、多くの仏教者が大乗仏教の精神から戦争を聖戦として肯定した。その一例として、元宣教師で曹洞宗僧侶のブライアン・アンドルー・ヴィクトリアは、学僧・市川白弦の業績を踏まえながら、鈴木大拙を始め多くの禅僧の戦争肯定発言を紹介し批判している。

## ソ連における聖戦
第二次世界大戦の独ソ戦中、ソビエト連邦では「聖なる戦い（Свящeнная война）」という軍歌が製作された。